# Staffordshire Moorlands
Staffordshire Moorlands är ett distrikt (motsvarande kommun) i grevskapet Staffordshire i England, Storbritannien. Distriktet har 95 899 invånare (2022). Större orter är Biddulph, Cheadle och Leek. Distriktet är indelat i  42 civil parishes. 